# 塔枝圆柏
塔枝圆柏（学名：Sabina komarovii）为柏科圆柏属下的一个种。

## 扩展阅读
- 維基物種上的相關：塔枝圆柏